# Théorie de jauge
Pour les articles homonymes, voir Jauge.
En physique théorique, une théorie de jauge est une théorie des champs basée sur un groupe de symétrie locale, appelé groupe de jauge, définissant une « invariance de jauge ».
L'expression « invariance de jauge » a été introduite en 1918 à la suite du mathématicien et physicien Hermann Weyl qui tentait d'unifier la gravitation et l'électromagnétisme en utilisant une « invariance par changement d'échelle » (ou « invariance par transformation de jauge »). Aujourd'hui, il n'est plus question de changement d'échelle mais le mot jauge est resté : une transformation locale qui laisse la théorie invariante est une symétrie de jauge.
L'idée, est de partir d'une théorie qui décrit la dynamique d'un champ (comme le champ de l'électron dans le cas de l'électrodynamique), puis on exige que cette théorie soit invariante sous une certaine transformation continue (la transformation de jauge). Pour cela, il est nécessaire de modifier la théorie de départ, en remplaçant dans certaines équations les dérivées ordinaires par des dérivées covariantes ou en introduisant des connexions par exemple, ce qui revient à ajouter un ou des nouveaux champs, les champs de jauge (le potentiel vecteur dans le cas de l'électrodynamique). Les particules associées à ces champs de jauge par quantification sont les bosons de jauge (les photons dans le cas de l'électrodynamique quantique).
La transformation de jauge est donc devenue une symétrie continue (symétrie de jauge) ; le théorème de Noether indique qu'il y aura alors des quantités conservées (la charge électrique dans le cas de l'électrodynamique).
On voit là l'intérêt et la force des théories de jauge : la simple exigence d'une invariance de jauge conduit à prédire l'existence de nouvelles particules (les bosons de jauge), décrit leur dynamique et leurs interactions, et explique pourquoi certaines quantités sont conservées.
Le prototype le plus simple de théorie de jauge est l'électrodynamique classique de Maxwell. Mais la relativité générale et le modèle standard de la physique des particules (qui réunit la théorie électrofaible et la chromodynamique quantique) sont aussi des théories de jauge.

## Historique
La première théorie des champs à avoir une symétrie de jauge était la formulation de l'électrodynamisme de Maxwell en 1864 dans A Dynamical Theory of the Electromagnetic Field (en). L'importance de cette symétrie est restée inaperçue dans les premières formulations. De façon similaire, Hilbert a redérivé l'équation d'Einstein en postulant l'invariance de l'action sous une transformation des coordonnées. Plus tard, lorsque Hermann Weyl a tenté d'unifier la relativité générale ainsi que l'électromagnétisme, il a émis l'hypothèse que l'invariance sous un changement d'échelle (ou de « jauge ») serait en fait une symétrie locale de la relativité générale. Suivant le développement de la mécanique quantique, Weyl, Vladimir Fock et Fritz London ont modifié la jauge en remplaçant le facteur d'échelle par un nombre complexe, transformant ainsi le changement d'échelle en un changement de phase, ce qui est une symétrie de jauge en {\displaystyle U(1)}. Cela permettait d'expliquer l'effet qu'a un champ électromagnétique sur la fonction d'onde d'une particule quantique chargée. Cette transformation de jauge est reconnue comme étant la première théorie de jauge, popularisée par Pauli en 1941.

## Description mathématique
On considère un espace-temps classique modélisé par une variété différentielle lorentzienne à quatre dimensions, pas nécessairement courbe.

### Champs de jauge et espaces fibrés
Les théories de champs de jauge dans l'espace-temps utilisent la notion d'espace fibré différentiel. Il s'agit encore d'une variété différentielle, mais de dimension plus grande que celle de l'espace-temps, qui joue ici le rôle d'espace de base du fibré.
On considère plus précisément un fibré principal, dont la fibre s'identifie au groupe de structure qui est un groupe de Lie précisant la symétrie de la théorie, appelée « invariance de jauge ».
Un champ de jauge {\displaystyle A} y apparaît comme une connexion, et la forme de Yang-Mills associée {\displaystyle F=\mathrm {d} A} comme la courbure associée à cette connexion.

### Quelques groupes de Lie

#### Principaux groupes de Lie
- {\displaystyle O(n)} est le groupe orthogonal sur {\displaystyle \mathbb {R} } d'ordre {\displaystyle n}, c.-à-d. le groupe multiplicatif des matrices {\displaystyle n\times n} réelles orthogonales (vérifiant {\displaystyle ^{t}MM=I_{n}}).
- {\displaystyle SO(n)} est le groupe spécial orthogonal sur {\displaystyle \mathbb {R} } d'ordre {\displaystyle n}, c.-à-d. le groupe multiplicatif des matrices {\displaystyle n\times n} réelles orthogonales et de déterminant égal à 1 ({\displaystyle ^{t}MM=I_{n}} et {\displaystyle \operatorname {det} M=1}).
- {\displaystyle U(n)} est le groupe unitaire sur {\displaystyle \mathbb {C} } d'ordre {\displaystyle n} , c.-à-d. le groupe multiplicatif des matrices {\displaystyle n\times n} complexes unitaires (vérifiant {\displaystyle M^{*}\!M=I_{n}}).
- {\displaystyle SU(n)} est le groupe spécial unitaire sur {\displaystyle \mathbb {C} } d'ordre {\displaystyle n} , c.-à-d. le groupe multiplicatif des matrices {\displaystyle n\times n}  complexes unitaires et de déterminant égal à 1 ({\displaystyle M^{*}\!M=I_{n}} et {\displaystyle \operatorname {det} M=1}).

#### Cas particuliers
- {\displaystyle O(1)=\{1,-1\}}
- {\displaystyle SO(1)=\{1\}}
- {\displaystyle U(1)} est le cercle unité complexe. Il est égal à {\displaystyle \exp(\mathrm {i} \mathbb {R} )}.
- {\displaystyle SO(2)} est isomorphe à {\displaystyle U(1)} : c'est l'ensemble des rotations (vectorielles) du plan.
- {\displaystyle SO(3)} est l'ensemble des rotations de l'espace à 3 dimensions.

## Exemples physiques
- La théorie de jauge classique {\displaystyle \mathrm {U} (1)} s'identifie à la théorie électromagnétique de Maxwell. C'est une théorie abélienne (basée sur un groupe abélien).
- Les théories de jauge basées sur les groupes non abéliens {\displaystyle \mathrm {SU} (n)} sont appelées théories de Yang-Mills. Deux d'entre elles sous-tendent, après quantification, le modèle standard de la physique des particules :
  - le modèle électro-faible de Glashow, Salam et Weinberg, basé sur le groupe {\displaystyle U(1)\times \mathrm {SU} (2)}, qui décrit de façon unifiée l'électromagnétisme et l'interaction nucléaire faible ;
  - la chromodynamique quantique, basée sur le groupe {\displaystyle \mathrm {SU} (3)}, qui décrit l'interaction nucléaire forte.
- En 2024, l'invariance de jauge statistique est introduite pour mieux comprendre les liquides et la matière molle[4],[5],[6].
- Utilisation de l'invariance de jauge en physique moléculaire pour décrire les états des molécules au delà de l'approximation de Born-Oppenheimer[7].

#### Bibliothèques virtuelles
- Bertrand Delamotte, Un soupçon de théorie des groupes : groupe des rotations et groupe de Poincaré, cours d'introduction pour physiciens (prolégomènes à un cours de théorie quantique des champs) donné en 1995 par Bertrand Delamotte (Laboratoire de Physique Théorique et Hautes Énergies, Université Paris 7) au D.E.A. "Champs, Particules, Matières" , 127 pages

#### Aspects historiques
- (en) John D. Jackson et L. B. Okun, « Historical roots of gauge invariance », dans Review of Modern Physics 73 (2001), 663-680, texte intégral sur arXiv:hep-ph/0012061
- (en) Lochlainn O'Raifeartaigh, The Dawning of Gauge Theory, Princeton University Press, 1997  (ISBN 0-691-02977-6)
- (en) Tian Yu Cao, Conceptual Developpments of 20th Century Field Theories, Cambridge University Press, 1997  (ISBN 0-521-63420-2)

#### Ouvrages d'introduction à lathéorie quantique des champs
- Sean Carroll, L'Univers à votre portée : Champs quantiques, PPUR, 2024, 341 p. (ISBN 978-2-88915-645-0)
- Michel Le Bellac, Des phénomènes critiques aux champs de jauge - Une introduction aux méthodes et aux applications de la théorie quantique des champs, InterEditions/Éditions du CNRS, 1988  (ISBN 2-86883-359-4), réédité par EDP Sciences

#### Ouvrages de mathématiques pour physiciens théoriciens
- Andrei Teleman, Introduction à la théorie de jauge, SMF, 2012.
- (en) Theodore Frankel, The Geometry of Physics - An introduction, Cambridge University Press, 1997  (ISBN 0-521-38753-1)
- (en) Mikio Nakahara, Geometry, Topology ans Physics, Institute of Physics Publishing, 1990  (ISBN 0-85274-095-6)
- (en) Charles Nash et Siddharta Sen, Topology & Geometry for Physicists, Academic Press, 1983  (ISBN 0-12-514080-0)
- (en) Yvonne Choquet-Bruhat et Cécile DeWitt-Morette, Analysis, Manifolds & Physics - Part I: Basics, North-Holland/Elsevier (2e édition révisée - 1982)  (ISBN 0-444-86017-7)

#### Ouvrages de physique pour mathématiciens
- Pierre Deligne et al., Quantum Fields and Strings: A Course for Mathematicians, AMS, 2000  (ISBN 0-8218-2014-1)